# Hoàng Phủ Đoan
Hoàng Phủ Đoan, tên hiệu Tử Nhiêm Bá (tiếng Trung: 紫髯伯), là một nhân vật hư cấu trong tiểu thuyết cổ điển Trung Quốc Thủy hử. Ông là một trong 72 Địa Sát Tinh của 108 anh hùng Lương Sơn Bạc.

## Xuất thân
Tác phẩm mô tả Hoàng Phủ Đoan có ngoại hình khác người: mắt biếc, râu vàng và dài quá bụng, do vậy có tên hiệu Tử Nhiêm Bá (Ông râu tía).
Hoàng Phủ Đoan quê ở U Châu, vốn làm nghề thú y trong phủ Đông Xương. Ông chuyên trị chữa ngựa bị thương và ngựa ốm, có tài xem tướng ngựa.

## Gia nhập Lương Sơn Bạc
Hoàng Phủ Đoan là đầu lĩnh cuối cùng trong số 108 anh hùng lên Lương Sơn. Trong trận đánh phủ Đông Xương, quân Lương Sơn bắt và thu phục được Trương Thanh. Vốn làm tướng trong phủ Đông Xương, Trương Thanh giới thiệu Hoàng Phủ Đoan làm và Tống Giang đồng ý thu nhận ông. Khi định ngôi thứ và phân việc, Hoàng Phủ Đoan trở thành đầu lĩnh trông coi việc chăm sóc, chữa bệnh cho ngựa ở Lương Sơn Bạc.

## Sau khi chiêu an
Sau khi nhận chiêu an, ông cùng các đầu lĩnh tham gia các chiến dịch đánh dẹp quân Liêu và các lực lượng khác chống đối triều đình nhà Tống. Trước chiến dịch đánh Phương Lạp, ông cùng Kim Đại Kiên bị vua Tống lưu lại kinh đô để phục vụ trong triều đình. Do vậy Hoàng Phủ Đoan không tham gia chiến dịch này. Từ đó ông trở thành bác sĩ thú y của triều đình.